# Igar
Igar község Fejér vármegyében, a Sárbogárdi járásban.

## Fekvése
Fejér vármegye déli részén, Tolna vármegye határán, Simontornyától északnyugatra fekszik. A környező települések közül Simontornya 2, Mezőszilas és Tolnanémedi egyaránt 8,5-8,5, Cece 10, Ozora 11, Pincehely 12, Dég 14, Enying pedig 29 kilométer távolságra található.
A település központján a Simontornya-Enying közti 64-es főút halad keresztül, különálló településrészei közül Vámpuszta és Vámszőlőhegy a Simontornya-Iregszemcse közti 6407-es út mentén fekszik, Dádpuszta pedig attól kicsit távolabb található, egy alsóbbrendű bekötőúton érhető el a 6407-esről.

## Története
A település és környéke már a bronzkorban is lakott hely volt, amit a környékén (Galástya, Vámszőlőhegy) talált bronzkori leletek igazoltak. Az avar korból származó előkelő leletei (a közeli ozora-tótipusztai leletekkel együtt), és a falu határában található Árpád-korból származó földvár a terület jelentőségére mutatnak rá a kora középkortól kezdve.
Igar nevét az oklevelekben 1324-ben említik először, ekkor Igor-ként írták.
1324-ben Károly Róbert király Igart a benne lévő nemesi részek nélkül Simontornyával együtt
Hench fia János budavári várnagynak adta.
1334-ben a pápai tizedjegyzék szerint a veszprémi főesperességbe tartozó egyházának papja 25 kisdénár pápai tizedet fizet.
1339-ben Igari György igari birtoka  1/4 részét vejének, Bertold fia András cecei besenyőnek köti le.
A 17. század elején az itt lezajlott háborúkban a falu elpusztult.
1751 körül a Csallóközből érkezett telepesekkel települt újra.

## Közélete

### Polgármesterei
- 1990–1994: Barakonyi Antal (független)[8]
- 1994–1998: Kiss Jánosné (független)[9]
- 1998–2002: Pákozdi József (független)[10]
- 2002–2006: Bognár János (MSZP)[11]
- 2006–2010: Bognár János (MSZP)[12]
- 2010–2014: Bognár János (független)[13]
- 2014–2019: Bognár János Péter (független)[14]
- 2019–2024: Molnár István (független)[15]
- 2024– : Molnár István (független)[1]

## Népesség
A település népességének változása:
| Lakosok száma | 956  | 968  | 932  | 824  | 791  | 760  | 750  |
|               | 2013 | 2014 | 2015 | 2021 | 2022 | 2023 | 2024 |

A 2011-es népszámlálás során a lakosok 84,7%-a magyarnak, 0,7% cigánynak, 0,3% németnek mondta magát (15,3% nem nyilatkozott; a kettős identitások miatt a végösszeg nagyobb lehet 100%-nál). A vallási megoszlás a következő volt: római katolikus 39%, református 19,5%, evangélikus 0,3%, görögkatolikus 0,3%, felekezeten kívüli 14,3% (26,6% nem nyilatkozott).
2022-ben a lakosság 93,2%-a vallotta magát magyarnak, 1% cigánynak, 0,5% németnek, 0,1% szerbnek, 0,1% ukránnak, 0,9% egyéb, nem hazai nemzetiségűnek (6,6% nem nyilatkozott; a kettős identitások miatt a végösszeg nagyobb lehet 100%-nál). Vallásuk szerint 25,8% volt római katolikus, 13,4% református, 0,4% evangélikus, 0,1% görög katolikus, 0,1% ortodox, 2% egyéb katolikus, 25,3% felekezeten kívüli (32,9% nem válaszolt).

## Nevezetességei
- Igar-Vámpuszta: Strasszer-kastély – 1910 körül eklektikus stílusban Hübner Jenő tervei szerint építtette Strasszer Vilmos.
- Az 1835-ben, barokk stílusban épült igari református templom
- Rezes-tó
- Hordóvölgy-vízállás
- Igari-tó
- Bozót-patak
- Pósa-patak

## Környékbeli nevezetességek
- Az Ozorai Pipo várkastélya és az Ozorádó Horgászparadicsom Ozorán
- A simontornyai vár
- A dégi Festetics-kastély és a római katolikus, műemlék jellegű templom, mely még az 1820-as években épült Pollack Mihály építész tervei alapján
- Dádpusztán 2004 óta rendezik meg nyaranta az O.Z.O.R.A. Fesztivált.